# Инуитский жестовый язык
 Инуитский жестовый язык (инуктитут Inuit Uukturausin, инуктитут IUR) — деревенский жестовый язык, используемый инуитами в канадской территории Нунавут. Язык используется в достаточно удалённых друг от друга регионах, что нехарактерно для деревенских жестовых языков.
История происхождения инуитского жестового языка достоверно не изучена. Известно, что с XVIII века инуиты пользовались жестами в качестве лингва франка для коммуникации между отдельными племенами. Кроме того, жестовая коммуникация могла применяться во время охоты. Кроме того, по невыясненным причинам в сообществе инуитов была относительно высокая доля людей с нарушениями слуха — около 0,6 %. Вероятно, глухие люди адаптировали используемую в сообществе жестовую систему для регулярного использования, и она развилась в жестовый язык. Первое упоминание о жестовой коммуникации между двумя глухими относится к 1930 году, однако насколько развита была используемая система — неизвестно.
По данным 2015 года, инуитский жестовый язык насчитывал менее 40 глухих носителей. В школах изучаются американский жестовый язык и жестовая форма английского языка, которые ставят под угрозу существование инуитского жестового языка. Язык используется в основном для общения глухих людей со слышащими, разговоры на инуитском языке между глухими людьми крайне редки.
Глухота в обществе воспринимается как факт, на который нельзя повлиять. Неслышащие люди и жестовый язык не подвергаются стигматизации в обществе.
Язык обладает некоторыми примечательными чертами в области лексики. Инвентарь обозначений цветов насчитывает только два понятия: «чёрный» и «красный», что опровергает гипотезу об универсальности лексем «белый» и «красный» в языках мира. Система терминов родства ограничена тремя терминами: «родитель», «сиблинг» и «супруг». Примечательно, что инуитский жестовый язык не имеет отдельных обозначений для понятий «мать» и «отец».